# Nesse
Nesse è una frazione del comune di Loxstedt, nel land della Bassa Sassonia, in Germania.
Già comune autonomo, fu incorporato a Loxstedt il 1º marzo 1974.